# Abel Azcona
Abel Azcona, también conocido Abel David Azcona Marcos, David Azcona Marcos o Abel David Azcona Ema, (Madrid, 1 de abril de 1988) es un artista español especializado en acciones artísticas. También ha realizado instalaciones, esculturas, videoarte, pinturas y textos literarios y memorialísticos. Sus performances tienen un marcado cariz autobiográfico. Suelen versar sobre la identidad personal y los límites del dolor.
La obra de Azcona ha sido expuesta en grandes exposiciones temporales y festivales de arte contemporáneo como la Bienal de Arte de Asia en Daca y Taipéi, la Bienal de Lyon, el Festival Internacional de Performance de Miami o la Bienal de Arte Vivo de Bangladés, en la que fue el primer artista europeo en ser invitado.  También ha estado presente en diversos museos y centros culturales nacionales e internacionales como el Centro de Arte Contemporáneo de Málaga, el Museo de Arte Moderno de Bogotá, el Art League de Houston y el Círculo de Bellas Artes de Madrid.  El Museo de Arte Contemporáneo de Bogotá le dedicó una exposición retrospectiva en el año 2014. 
El tratamiento que ha dado a asuntos como los abusos sexuales, la pedofilia, la religión, el suicidio, la prostitución, la enfermedad mental, las drogas o el terrorismo ha sido motivo de encendidas polémicas públicas, amenazas en las redes sociales y denuncias judiciales.

## Infancia y juventud
Resulta complicado dar un relato único coherente de la infancia y juventud de Abel Azcona debido a que a lo largo de los años ha dado diferentes versiones sobre su biografía. Sí que parece claro que nació en Madrid el 1 de abril de 1988. A lo largo de diversas entrevistas, el propio Abel Azcona expone diferentes relatos de sus primeros años de vida, pero generalmente tiene como origen común que su madre biológica le dio a luz en una clínica de Madrid fruto de un embarazo no deseado. Sobre la identidad de su madre biológica, podría ser una prostituta politoxicómana o tan solo una joven que mantuvo relaciones sexuales con un oriundo de Pamplona durante los sanfermines de 1987. Al poco de nacer, su madre lo abandona y es recogido por su padre biológico, o su pareja sentimental, que vuelve con él a Pamplona. El relato de sus primeros años de infancia también diverge entre una situación continuada de malos tratos por familiares de su padre biológico, o el paso por varios domicilios sin pruebas de malos tratos hasta que el gobierno de Navarra se hace cargo de su custodia. Con cuatro años comienza a ser acogido en el domicilio de una trabajadora social, con el consentimiento de su familia paterna, y con seis años es legalmente adoptado por ésta. Por el contrario, en otras versiones Abel Azcona podría haber sido objeto de numerosos abusos sexuales y abandonos hasta que, finalmente, con siete años de edad, es adoptado por una familia conservadora navarra.
En algunas entrevistas Abel Azcona revela que desde los 16 años sufre problemas psicológicos desencadenados por un sentimiento de abandono que sufre por los procesos de acogida de dos niñas chinas y el embarazo de su madre en una relación con su pareja sentimental. El propio Abel Azcona admite en estas entrevistas que sufre trastorno de la personalidad y otras patologías psiquiátricas. A raíz de la situación de conflictividad con su madre adoptiva, a los 18 años abandonó su domicilio e inició un viaje de introspección que mentalmente le resulta positivo, volviendo al hogar materno en Pamplona dos años más tarde.
De acuerdo a esta versión, tras su vuelta al hogar materno, Azcona continua con sus estudios de educación secundaria al iniciar un módulo de grado superior de Integración Social en un instituto de Navarra. Paralelamente, en el año 2005, Céline Giraud funda la asociación 'La Voix des Adoptés' en Francia con objeto de que los adoptados encuentren una vía para localizar a sus padres biológicos. Abel Azcona sigue su ejemplo y comienza a escribir en un blog titulado Soy adoptado. Con ayuda de su madre adoptiva y otros funda la asociación 'La Voz de los Adoptados' a principios de 2009. Abel Azcona preside esta asociación desde donde participa activamente para el reconocimiento de los adoptados y promueve la participación del gobierno de España en la normalización del colectivo de personas adoptadas. A mediados de 2010 abandona la presidencia de la asociación por motivos personales y cierra el blog. Un año más tarde se presenta como senador en las elecciones generales de 2011, por el partido PACMA en Navarra pero no llega a ser elegido.
Por otra parte, en entrevistas posteriores defiende una versión más dramática que incluye intentos de suicidio antes de escaparse de casa con 16 años, un viaje a Madrid sin apenas dinero y la supervivencia durante algún tiempo como un vagabundo por las calles en los que ocasionalmente ejercerá la prostitución. De acuerdo con esta versión, en Madrid comenzaría a estudiar arte y se iría construyendo el Abel Azcona artista. Gracias a esta formación entre Madrid y Chicago desarrollaría las herramientas para canalizar sus experiencias traumáticas por medio de la expresión artística a partir de 2012.

## Carrera artística
El propósito declarado de Azcona con sus obras es aportar una mirada crítica que transforme al espectador y le obligue a reaccionar. Rehúye del arte meramente estético que solo se contempla. Bajo esta visión del papel que debe jugar un artista, crea performances como en la que come páginas del Corán a finales de 2012 en Berlín.
En el año 2013, Abel Azcona viaja a Bogotá, donde realiza una nueva acción en la que ofrece su cuerpo al público. Esta nueva orientación artística es explotada de nuevo a su vuelta a Madrid en el que se ofrece su cuerpo a los visitantes de su acción artística. En los últimos años ha expandido su variante como objeto político y artista con diversas performances polémicas que denuncia la pederastia de la Iglesia Católica, la imagen de la muerte, la sexualidad u otros montajes artísticos que generan polémica entre algunos sectores conservadores de la sociedad española y latinoamericana. En noviembre de 2015, realizó una exposición retrospectiva con casi la totalidad de su obra en el Monumento a Los Caídos de Pamplona.

### Los Padres
Generada a raíz de una performance el año 2016 en Madrid y cerrada en 2017 en la misma ciudad en formato expositivo. La pieza duracional se inició mediante una instalación participativa en la que decenas de mujeres supervivientes de la prostitución intercambiaban en directo la descripción física del último cliente de prostitución. En el otro lado de una mesa de diez metros de longitud les escuchaba un dibujante experto en retratos de identificación de la policía científica. La performance generó decenas de retratos robot, que en el cierre de la obra en 2017, fueron expuestos desde la premisa de que cualquiera de ellos podría ser el padre de Azcona, o de los visitantes. La obra biográfica crea un discurso crítico con la prostitución y con las herencias de la misma, en el caso del propio Azcona, de padre desconocido, al haber sido gestado en un intercambio sexual de prostitución.

### Amén o La Pederastia
Es una obra de arte conceptual, crítica y procesual creada en el año 2015 a partir de una performance de varios meses de duración Azcona acude a eucaristías celebradas en diferentes iglesias, donde el artista guarda la hostia consagrada entregada a los asistentes en la comunión, en lugar de comulgar con ella. Reunidas doscientas cuarenta y dos hostias consagradas, cifra correspondiente a los casos denunciados en el norte de España en la última década, forma una instalación orgánica en la que se podía leer la palabra Pederastia.
A finales de 2015 un fragmento de la obra es seleccionada para formar parte de la exposición retrospectiva que la ciudad de Pamplona le dedica en el interior del Monumento a los Caídos. La obra es ubicada en el altar del antiguo monumento, que anteriormente era la antigua catedral de Pamplona, pero en el momento de la muestra de Azcona se encuentra desacralizada. Al día siguiente de la inauguración de la muestra se multiplicaron las voces en contra de la obra, con múltiples manifestaciones, concentraciones y actos a favor del cierre de la misma. Definida por la Iglesia Católica en numerosas ocasiones como la mayor ofensa a la creencia cristiana. Azcona documenta todas las manifestaciones y situaciones de confrontación y las incluye como parte de la obra, entendiendo la obra como arte procesual. De la misma forma, Azcona ha mantenido más de cinco años de procesos judiciales por denuncias y querellas por la obra ante diferentes tribunales y entes judiciales. La demanda con mayor repercusión fue llevada a cabo por la Archidiócesis de Pamplona y Tudela, en representación de la Iglesia Católica. La Iglesia Católica demandó a Azcona ante el Tribunal Superior de Justicia de Navarra por tres delitos. El delito de profanación y blasfemia, el delito de odio y el ataque contra la libertad y los sentimientos religiosos. En la misma causa se sumaron la Delegación del Gobierno en Navarra, durante el gobierno del Partido Popular y la entidad Abogados Cristianos, esta última mediante una querella criminal contra Abel Azcona. La obra obtuvo una dimensión pública internacional a raíz de numerosas manifestaciones multitudinarias y concentraciones contra Azcona. Y eucaristías de reparación celebradas por los respectivos obispos en catedrales españolas y latinoamericanas. Las tres primeras demandas fueron ganadas por Azcona, con el archivo de las querellas, pero fue demandado y perseguido en numerosas ocasiones más. Archivada la causa del Tribunal Superior de Justicia de Navarra, la querella grupal fue presentada al Tribunal Supremo y es nuevamente archivada. A pesar de la persecución a Azcona, la entidad Abogados Cristianos, esta vez en solitario, decidió demandar a España al Tribunal Europeo de Derechos Humanos de Estrasburgo, por no condenar a Azcona, y según ellos, protegerlo. Cada vez que la obra era expuesta, la querella volvía formularse, por lo que Azcona fue citado en el Tribunal de Justicia de Palma de Mallorca y en el Tribunal de Justicia de Barcelona. Cinco años de procesos judiciales por las obras críticas con la Iglesia Católica y más concretamente, con la pederastia. En las últimas demandas de la Iglesia Católica, Azcona decidió declararse en desobediencia, y los denunciantes incluyeron el delito de obstrucción a la justicia en sus querellas.

### La ingesta
Creada e iniciada en Berlín en octubre de 2012, en el marco de una residencia artística en el espacio expositivo de "The College of Performing Arts" de la Universidad de las Artes de Berlín, Azcona inauguró una serie de obras de carácter performativo, todas ellas de contenido crítico con entidades de carácter religioso. En las piezas Azcona intervenía plásticamente y performativamente iconos representativos de cada religión, como el Corán, la Biblia, la Torá u otros objetos de carácter sagrado. 
En uno de los procesos artísticos Azcona inicia una pieza en tres fases de nueve horas de duración en la que ingiere las páginas de un ejemplar de la Torá, la Biblia y el Corán. La pieza de la última ingesta fue la que más controversia y repercusión obtuvo de la serie, al ser el artista amenazado y perseguido por la obra.
La obra fue inaugurada de nuevo en Copenhague, en el museo Krudttønden donde Azcona fundó un colectivo junto a otros artistas como Lars Vilks y Bjørn Nørgaard, perseguidos y amenazados por sus creaciones. Con el colectivo, y a raíz de las amenazas por la obra Eating a Koran, Azcona realizó performances y conferencias por la libertad de expresión en el museo danés entre los años 2013 y 2015. Con Vilks, Nørgaard, el escritor Salman Rushdie o el caricaturista Charb, asesinado en el atentado contra Charlie Hebdo. Hasta que en el 2015 el edificio Krudttønden fue tiroteado y cuatro participantes del evento murieron por el atentado terrorista de Copenhague. Desde entonces, la obra Eating a Koran, comprada y cedida por un coleccionista danés, permanece en el museo.

### Empatía y Prostitución
Esta acción artística fue creada para la Galería Santa Fe de Bogotá en febrero de 2013 y consta de tres fases que se desarrollaron primero en la propia Bogotá y luego en Madrid (Factoría de Arte y Desarrollo, noviembre de 2013) y Houston (Bienal de Performance, febrero de 2014). Las fotografías y vídeos generados en la documentación de Empathy and Prostitution dieron lugar también a exposiciones e instalaciones en Europa y América. Azcona se inspiró en la figura de su madre, prostituta, y buscó empatizar con ella y con el momento de su propia concepción. Azcona se ofrecía desnudo a los visitantes de las galerías, sobre un lecho de sábanas blancas, para que tuvieran relaciones sexuales con él.
Azcona se inspiró en la figura de su madre, prostituta, y buscó empatizar con ella y con el momento de su propia concepción. Azcona se ofrecía desnudo a los visitantes de las galerías, sobre un lecho de sábanas blancas, para que tuvieran intercambios de intimidad o relaciones sexuales con él. El resultado plástico e instalativo de la pieza formó parte de las exposiciones benéficas Art Is Hope en París y Pride en Nueva York. La primera con la obra de Azcona en museos como Palais de Tokyo y la Galería Perrotin. Y en exposición en las casas de subastas Piasa en París y en Paddle8 en Nueva York. La exposición y subasta estadounidense promovía la diversidad sexual y contaba con artistas como Keith Haring, Louise Bourgeois, Nan Goldin, Robert Mapplethorpe y Andy Warhol. En 2017, generó exposiciones e instalaciones en museos como Tulla Center en la capital albana Tirana y la galería madrileña, especializada en arte de performance, La Juan Gallery realizó una recopilación de la trayectoria de Azcona centrada en obras de temática sexual titulada La Extinción del Deseo.

### Someone Else
El Queer New York Arts Festival de Nueva York se inauguró en 2014 con una acción de Azcona titulada Someone Else en la que se exigía el contacto físico (incluso sexual) con el artista para poder ingresar en la sede del festival, el Grace Exhibition Space. Esta acción fue escogida por el crítico Hrag Vartanian como una de las diez mejores del año en la ciudad.

### La guerra
En esta acción, estrenada en el Festival Intramurs de Valencia (España) está de nuevo inspirada en la prostitución, el sexo y las drogas. Azcona ofrece su cuerpo desnudo y anestesiado por el consumo de droga, para que el visitante disponga de él con entera libertad.

### Political disorder
Esta obra se inauguró en forma de exposición en el Museo Espace dAM en Suiza como crítica al sistema que prima el interés económico sobre la verdadera ideología. Mediante una performance de varios años de duración, Azcona se afilió, se hizo miembro o se asoció a diferentes organizaciones, fundaciones y partidos políticos de España y algunos internacionales. Además, Azcona defendió públicamente un gobierno de Podemos junto a otros intelectuales.
El proyecto, de varios años de duración, concluye en una exposición instalativa en el Museo Espacio Andrés-Missirlian en Romainmôtier, Suiza, el año 2017. La instalación la componían decenas de documentos originales de afiliación a decenas de partidos políticos de España, carnets de pertenencia o documentación de cuotas y pagos. La pieza, donde Azcona se afilia a la totalidad de partidos políticos españoles, nace como crítica al sistema que prima el interés económico sobre la verdadera ideología. Azcona además de afiliarse a organizaciones como Falange Española, Vox, Partido Socialista Obrero Español, Ciudadanos o Partido Popular se hace miembro de entidades con connotación política como Hazte Oír, Fundación Francisco Franco, Hogar Social o Abogados Cristianos. Dos años después, Azcona vuelve a exponer la instalación documental de forma completa, adhiriendo las cartas de expulsión de cada uno de los partidos políticos y organizaciones.

### La muerte del artista
Inaugurada en 2018 en el vestíbulo del Círculo de Bellas Artes de Madrid, el artista invitó por carta a las organizaciones, colectivos y entidades que le habían amenazado a dispararle, para lo que les ofrecía una pistola cargada. En el mismo marco, el Círculo de Bellas Artes de Madrid albergó la presentación y lectura completa del manifiesto Presunción del artista como sujeto radical y desobediente, tanto en vida como en muerte.El manifiesto se editó por La Fábrica y se presentó en el marco del Festival Eñe. Azcona fue el responsable de inaugurarlo con dicha pieza.

### La Privación de Libertad o Los Nueve Confinamientos
Es una serie de obras de arte conceptual y de performance de contenido crítico y biográfico realizadas entre los años 2013 y 2016. Todas ellas con el nexo en común de la privación de libertad. En el año 2013 Azcona realizó las primeras performance bajo el nombre Encierro en Busca de la Identidad. En el primer encierro el artista debía permanecer sesenta días, en un espacio construido en el interior de una galería de arte madrileña, con escasos recursos alimenticios y en oscuridad total. El encierro fue interrumpido a los cuarenta y dos días por motivos de salud. Azcona crea estas obras como reflexión e interrupción discursiva de su propia enfermedad mental, la enfermedad es uno de los temas recurrentes en la obra de Azcona. Otro de los confinamientos duró nueve días en el marco de la Bienal de Lyon, Abel Azcona permaneció de forma ininterrumpida en el interior de un contenedor de basura estratégicamente situado en el centro de la Bienal, como crítica a la propia gestación del artista y al propio mercado del arte contemporáneo. Uno de los últimos proyectos performativos con la privación de libertad como estilo curatorial fue Black Hole en el año 2015 donde Azcona permaneció de nuevo encerrado en un espacio reducido sin luz y alimentación escasa en la misma galería céntrica de Madrid. En esta ocasión diferentes invitados desconocidos compartían el encierro con el artista, desconociendo Azcona su origen y sin posibilidad de visualizarse. Los visitantes de la galería de arte podían conocer el proceso diariamente según las sensaciones de los visitantes al entrar y salir del espacio de confinamiento junto al artista. Todos los proyectos fueron comisariados y documentados desde la lectura de la privación de libertad y alimentación, agua, luz o contacto con el exterior.

### La vergüenza
La Vergüenza es una obra de arte conceptual, crítica y procesual desarrollada a lo largo del Muro de Cisjordania en el año 2018. Se instalaron fragmentos originales del Muro de Berlín a lo largo de la barrera israelí en Cisjordania construida a lo largo de Israel para separar las tierras palestinas.
Azcona realiza una crítica metáforica fusionando ambos muros en forma de instalación. La instalación real, como si una pieza de land art se tratara, permanece actualmente a lo largo del muro, y ha sido expuesta en diferentes países mediante documentación fotográfica y de videoarte. La obra ha sido criticada y denunciada por el Estado de Israel.

### Expediente 09812
Es una obra de arte conceptual y de performance de contenido crítico y biográfico del artista, quien muestra de forma instalativa y documental su expediente de Bienestar Social expuesto de forma completa en diversas ocasiones. En dichos documentos se habla de un niño en situación total de abandono, con signos visibles de abuso, de descuido y de desnutrición, y se aportan testimonios de vecinos y el entorno confirmando que el menor se llegaba a encontrar semanas en total soledad en el apartamento, que no cumplía las condiciones mínimas de habitabilidad. La instalación documental es acompañada con una lectura performativa de cada una de la páginas del expediente por parte del propio Abel Azcona. La obra fue la responsable de inaugurar la Feria Internacional de Arte Contemporáneo del Mediterráneo. La obra formó parte de la exposición retrospectiva dedicada al artista por la ciudad de Pamplona en el año 2015

### La calle
Es una obra de arte conceptual y de performance de contenido crítico y biográfico desarrollada en Bogotá, Madrid y Ciudad de México.
Azcona se inspiró en la figura de su madre, prostituta, y buscó empatizar con ella y con el momento de su propia concepción. Azcona abandona en La Calle el espacio museístico y explora una conversión estética y corporal hacia la figura de su madre, desde la hormonización hasta el ejercicio de la prostitución. El proceso continuó en las ciudades de Madrid y Ciudad de México. Esta performance surge, al igual que el resto de obras de temática sexual, como un ejercicio de empatía con su propia madre biológica, y una crítica social, donde el artista explora los límites de su cuerpo repitiendo patrones de abuso sexual, acontecidos en su propia infancia y en la experiencia vital de su madre biológica.

### La Sombra
Es una obra de arte conceptual de performance, fotografía e instalación  de contenido crítico y biográfico. Creada como denuncia de decenas de casos de abuso infantil. Mediante fotografía e instalación se activan situaciones reales en las que los supervivientes son los protagonistas. En La Sombra, Azcona expuso más de doscientos casos reales de pederastia en diferentes museos y centros de arte de ciudades de España. En cada muestra Azcona performatizaba en directo cada una de las experiencias de los supervivientes sentado en una instalación compuesta por una reproducción de un columpio de madera.

### España os pide perdón
Es una obra de arte conceptual y de performance de contenido crítico y anticolonialista. Creada e iniciada en Bogotá en noviembre de 2018 mediante una conferencia y una performance en vivo de Azcona en el Museo de Arte Contemporáneo de Bogotá.
En la primera acción Azcona leyó un texto de noventa y dos hojas durante más de cuatro horas, en la lectura se repetía la cita España os pide perdón de forma continuada. Dos meses después Azcona fue invitado a presentar su obra a Ciudad de México en el Museo de la Ciudad de México donde se instaló una lona con la misma oración. Además el artista diseño una pieza en el centro del Museo con su cuerpo rodeado de niños con un arma de fuego en la mano apuntándole. La instalación de Azcona y los niños duró el día de la inauguración. La lona fue retirada un mes después y justo unos días después el presidente de México Andrés Manuel López Obrador realizó una rueda de prensa donde exigió públicamente el perdón de España.

 Desde la segunda exposición hasta mediados de 2020, la obra ha sido expuesta de diversas formas. En mayo de 2020 el Museo de Arte Contemporáneo de Bogotá pintó su fachada con la instalación del mismo lema España os pide perdón durante dos meses en el centro de la ciudad de Bogotá. Otras ciudades como La Habana, Cuba; Lima, Perú; Caracas, Venezuela; Buenos Aires, Argentina; Santiago de Chile, Chile; Ciudad de Guatemala, Guatemala; Montevideo, Uruguay; La Paz, Bolivia; Ciudad de Panamá, Panamá; Tegucigalpa, Honduras; Santo Domingo, República Dominicana y Quito, Ecuador han sido protagonistas de la pieza, mediante instalaciones de pintura, lonas o carteles en sus calles o en las fachadas de sus museos colaborando con la obra de Azcona.

### Enterrados
En el año 2015, mediante una performance o happening público y participativo en la explanada del Monumento a los Caídos, construido por Francisco Franco en Pamplona. Azcona invita a decenas de familiares de fusilados, perseguidos y desaparecidos durante la Guerra Civil Española. 
Hijos, nietos y biznietos de víctimas del bando republicano componen la instalación de Azcona en forma de hilera frente al monumento, todos ellos simbólicamente enterrados con tierra del huerto de uno de los participantes, donde fusilaron allí a sus familiares.
En el año 2016, Azcona es invitado por la ciudad de Pamplona a mostrar su obra en el interior del Monumento a los Caídos, y el proyecto artístico realizado el año anterior en el exterior entra al interior del Monumento convertido en sala de exposiciones bajo el nombre de Desenterrados: Una visión retrospectiva en torno a la obra política y subversiva del artista Abel Azcona. La exposición reúne el proyecto Enterrados de forma completa y fragmentos de la totalidad de obras de Azcona.
En los últimos años, fuera del sentido autobiográfico, otra de las temáticas en la obra de Azcona es la defensa de la memoria histórica, creando piezas donde familiares directos de desaparecidos son los protagonistas.

En el año 2016 Azcona coordina una nueva acción performativa o happening con familiares de fusilados en los Pozos de Caudé, comisariada por Irene Ballester. Bajo el nombre de Desafectos, Azcona construye junto a los familiares un muro de forma procesual en forma de denuncia, junto a los pozos a las fueras de la ciudad de Teruel, donde fueron fusiladas y arrojadas más de mil personas en apenas tres días.

## Polémicas y críticas
A juicio de diversos colectivos e instituciones las instalaciones, acciones artísticas y obras de Azcona son ofensivas y por ello el artista ha sido denunciado en numerosas ocasiones. Una de las acciones que tuvo mayor repercusión pública fue Amén (2015), en la que utiliza 242 hostias consagradas para escribir en el suelo la palabra Pederastia. Por ella, fue acusado de profanación y un delito de odio contra los sentimientos religiosos. Para evitar los procesos judiciales, Azcona se profugó en 2019 y se instaló en Portugal, en la ciudad de Lisboa. Esto no ha impedido que el artista regresara posteriormente a España para realizar diversas exposiciones y dictar conferencias, en las que defiende su ideario artístico y sus ideas políticas que encuentran acomodo en ciertos sectores de la izquierda española.

## Cine documental
En 2016 se estrenaron dos obras con la figura y la obra artística de Azcona como asuntos centrales. El director navarro Karlos Alastruey dirigió el documental Abel Azcona: Born in darkness y el portal Hoy es arte grabó Un día en la vida del artista Abel Azcona dentro de un proyecto de reflejar la cotidianeidad de varios artistas. Se estrenó en el Círculo de Bellas Artes de Madrid, en una sesión en la que Azcona dialogó con el novelista Luisgé Martín.
En 2018, la directora Isabel de Ocampo estrenó el documental Serás hombre, coprotagonizado por Azcona. El objetivo de la película era tratar sobre la identidad masculina y lo relacionado con ella (la violencia, la paternidad, la educación, los roles sociales, etc.) a través de testimonios masculinos. Se estrenó en la Seminci en Valladolid.
El País le dedicó en 2018 uno de los capítulos de la serie Creadorxs, en la que se mostraban a los artistas jóvenes más importantes y que emitió a través de su canal digital.

## Obra literaria
- Solsticio de invierno, Stolon, 2014 ISBN 978-1938022715
- No deseado, Museo de Arte Contemporáneo de Bogotá, 2014 ISSN 19093543
- El cielo en movimiento, Madrid: Dos Bigotes, 2015 ISBN 978-8494967443
- Las horas, Maretti, 2016 ISBN 9788898855490
- Ensayos de arte contemporáneo, Plataforma de Arte Contemporáneo, 2017 ISBN 978-8494232190
- Manifiesto [ensayo]. Con-Tensión Editorial, 2018
- Presunción del artista como sujeto radical y desobediente, tanto en vida como en muerte, ed. Círculo de Bellas Artes, 2018
- Libertad de excepción [ensayo]. Pages Editors, 2018 ISBN 978-8413030135
- Teoría del performance Art, Museo Roca Umbert, 2018
- Práctica del Performance Art, Museo Roca Umbert, 2018
- Abel Azcona, arte, acción y rebeldía, Sant Fruitós de Bages, 2019 ISBN 978-8409100040
- Acto de desobediencia, Milenio, 2019 ISBN 978-8497438643
- Abel Azcona 1988-2018 [antología]. Prólogo de Tania Bruguera y Pussy Riot. MueveTuLengua, 2019 ISBN 978-8417284527
- Los pequeños brotes [relatos biográficos]. Madrid: Dos Bigotes, 2019 ISBN 9788494967443